# Nova Venécia
Nova Venécia (Nuova Venezia) è un comune del Brasile nello Stato dell'Espírito Santo, parte della mesoregione del Noroeste Espírito-Santense e della microregione di Nova Venécia.
Fondata nel 1888 con il nome di "Colônia de Santa Leocádia", divenne più tardi "Colônia de Nova Venécia" traendo la nuova denominazione dagli immigrati veneti. La città è grande produttrice ed esportatrice di graniti in svariati colori.